# Kapljice
Kápljice so tekoča farmacevtska oblika za uporabo v majhnih volumnih s kapljanjem ali vkapavanjem, npr.:
- kapljice za nos,
- kapljice za uho,
- oralne kapljice,
- peroralne kapljice.